# 巡航戦車
巡航戦車（じゅんこうせんしゃ、cruiser tank）は、第二次世界大戦時のイギリス軍における戦車の分類である。対概念は歩兵戦車。
イギリス軍は、第一次世界大戦の戦訓から1936年、戦車を巡航戦車と歩兵戦車に二分し、異なる役割を与えた。
歩兵戦車に求められたのは、歩兵に随伴して敵戦線を突破するための厚い装甲であったが、巡航戦車に求められたのは、突破や追撃が目的の機動性や速力であった。そのため、巡航戦車は同時期の歩兵戦車より装甲は薄い代わりに軽量かつ高速であった。
ただし、こうした役割分担は巡行戦車と歩兵戦車の区分が設けられる前、つまり第一次世界大戦中から、軽戦車（もしくは中戦車）と重戦車の区分として既に各国に存在していた。巡航戦車と歩兵戦車の区分は、それをイギリス流に再定義したものと言える。
ドイツ軍戦車の火力・装甲が強化されると対抗して巡航戦車も火力・装甲を強化し、いわば「重巡航戦車」となり、これが汎用的な主力戦車へと発展することとなった。しかしその開発配備は常に後手に回り、結局イギリス陸軍はアメリカから供与されたシャーマン中戦車を事実上の主戦力として対独戦を戦うことになる。
巡航戦車MK.III（A13）以降に影響を与えたクリスティー戦車は、ソ連軍では改良されBT（快速戦車）として量産され、発展していった。これはイギリスの巡航戦車と同じような目的で作られたが、そもそもソ連軍の大演習でBTを観覧したイギリス軍将校が推進したのが巡航戦車である。
なお、戦後開発されたセンチュリオン、チーフテン、チャレンジャーといったイギリス主力戦車は、「頭文字が『Cruiser tankのC』で始まる名称をつける」という巡航戦車の伝統を受け継いでいる。

## 巡航戦車一覧
- Mk.I（A9）
- Mk.II（A10）
- Mk.III（A13）
- Mk.IV（A13Mk.II）
- Mk.V カヴェナンター（A13Mk.III）
- Mk.VI クルセーダー（A15）
- Mk.VII キャバリエ（A24）
- Mk.VIII セントー（A27L）
- Mk.VIII クロムウェル（A27M）
- チャレンジャー （A30）（同国の第三世代主力戦車とは全くの別物）
- コメット（A34）
- センチュリオン（A41）

### イギリス以外の国で設計・製造された巡航戦車
- ラム（カナダ製）
- グリズリー（カナダ製）
- センチネル（オーストラリア製）

### アメリカ製の戦車
（本来は巡航戦車に分類されていないが、便宜上こちらに記載）
- リー/グラント
- シャーマン
  - シャーマン ファイアフライ